# M23 motorway
Der M23 motorway (englisch für ‚Autobahn M23‘) ist eine englische Autobahn. Sie beginnt im Süden von Hooley in Surrey, wo sie von der A23 abzweigt, und endet in Pease Pottage, südlich von Crawley, West Sussex, wo sie wieder in die A23 übergeht, die bis Brighton autobahnähnlich ausgebaut ist. Ein Seitenarm führt von der Anschlussstelle 9 zum Flughafen London-Gatwick.
Die Autobahn wurde zwischen 1972 und 1975 zur gleichen Zeit wie der südliche Abschnitt der Motorway M25 zwischen Godstone und Reigate gebaut. Es war ursprünglich geplant, die Autobahn weiter nach Norden in den Süden Londons hineinzuführen. Die Zählung der Anschlussstellen weist immer noch auf diese Planungen hin.